# Records des Suns de Phoenix
Cette page liste les records de l'équipe et des joueurs des Suns de Phoenix depuis leur création en 1968.

## Records individuels en saison régulière
Légende: En Gras : joueurs encore en activité en NBA.

### En carrière
| Statistique             | Joueur        | Record |
| ----------------------- | ------------- | ------ |
| Matchs joués            | Alvan Adams   | 988    |
| Points                  | Devin Booker  | 16 452 |
| Passes décisives        | Steve Nash    | 6 997  |
| Interceptions           | Alvan Adams   | 1 288  |
| Total de rebonds        | Alvan Adams   | 6 937  |
| Contres                 | Larry Nance   | 940    |
| Tirs marqués            | Walter Davis  | 6 497  |
| 3 points inscrits       | Devin Booker  | 1 424  |
| Lancers francs inscrits | Kevin Johnson | 3 851  |
| Pertes de balles        | Steve Nash    | 2 301  |

### Sur un match
| Statistique                | Joueur                                                                                   | Record | Date |
| -------------------------- | ---------------------------------------------------------------------------------------- | ------ | --- |
| Minutes                    | Shawn Marion                                                                             | 60     | 2 janvier 2006 |
| Points                     | Devin Booker                                                                             | 70     | 24 mars 2017 |
| Paniers marqués            | Tom Chambers Devin Booker                                                                | 22     | 24 mars 1990 24 janvier 2024                                                                                        |
| Paniers tentés             | Devin Booker                                                                             | 40     | 24 mars 2017 |
| Paniers à 3 points réussis | Quentin Richardson Channing Frye Aron Baynes Cameron Johnson Landry Shamet Grayson Allen | 9      | 29 décembre 2004 11 avril 2011 6 mars 2020 4 mars 2022 20 décembre 2022 5 janvier 2024 16 janvier 2025 20 mars 2024 |
| Paniers à 3 points tentés  | Quentin Richardson Landry Shamet Grayson Allen                                           | 17     | 4 janvier 2005 25 décembre 2022 25 décembre 2023                                                                    |
| Lancers francs réussis     | Devin Booker                                                                             | 24     | 24 mars 2017 |
| Lancers francs tentés      | Charles Barkley                                                                          | 27     | 20 décembre 1995 |
| Rebonds défensifs          | Shawn Marion                                                                             | 19     | 25 février 2006 |
| Rebonds offensifs          | Tyson Chandler Jusuf Nurkić                                                              | 13     | 23 janvier 2016 3 mars 2024                                                                                         |
| Total rebonds              | Jusuf Nurkić                                                                             | 31     | 3 mars 2024 |
| Passes décisives           | Kevin Johnson                                                                            | 25     | 6 avril 1994 |
| Interceptions              | Kevin Johnson                                                                            | 10     | 9 décembre 1993 |
| Contres                    | Larry Nance Amar'e Stoudemire                                                            | 10     | 4 janvier 1988 7 février 2004                                                                                       |
| Balles perdues             | Jason Kidd                                                                               | 14     | 17 novembre 2000 |

## Records individuels en Playoffs

### En carrière
| Statistique             | Joueur        | Record |
| ----------------------- | ------------- | ------ |
| Matchs joués            | Kevin Johnson | 105    |
| Points                  | Kevin Johnson | 2 026  |
| Passes décisives        | Kevin Johnson | 935    |
| Interceptions           | Kevin Johnson | 132    |
| Total de rebonds        | Shawn Marion  | 706    |
| Contres                 | Mark West     | 114    |
| Tirs marqués            | Kevin Johnson | 705    |
| 3 points inscrits       | Dan Majerle   | 115    |
| Lancers francs inscrits | Kevin Johnson | 594    |
| Pertes de balles        | Kevin Johnson | 354    |

### Sur un match
| Statistique                | Joueur                                                                   | Record | Date |
| -------------------------- | ------------------------------------------------------------------------ | ------ | --- |
| Minutes jouées             | Kevin Johnson                                                            | 62     | 13 juin 1993 |
| Points                     | Charles Barkley                                                          | 56     | 4 mai 1994 |
| Paniers marqués            | Charles Barkley                                                          | 23     | 4 mai 1994 |
| Paniers tentés             | Shawn Marion Devin Booker                                                | 33     | 16 mai 2006 17 juillet 2021                                                                                         |
| Lancers francs réussis     | Kevin Johnson                                                            | 21     | 20 mai 1995 |
| Lancers francs tentés      | Charles Barkley Kevin Johnson Amar'e Stoudemire                          | 22     | 5 juin 1993 20 mai 1995 27 avril 2005                                                                               |
| Paniers à 3 points réussis | Rex Chapman                                                              | 9      | 25 avril 1997 |
| Paniers à 3 points tentés  | Rex Chapman                                                              | 17     | 25 avril 1997 |
| Rebonds défensifs          | Alvan Adams Tom Chambers Charles Barkley Amar'e Stoudemire Deandre Ayton | 17     | 16 mai 1976 6 avril 1980 28 avril 1989 2 mai 1993 20 mai 1993 13 juin 1993 20 mai 1995 29 avril 2007 6 juillet 2021 |
| Rebonds offensifs          | Gar Heard Tyrone Corbin Mark West Charles Barkley                        | 10     | 9 mai 1976 11 mai 1989 8 mai 1990 5 juin 1993                                                                       |
| Total rebonds              | Charles Barkley                                                          | 24     | 5 juin 1993 |
| Passes décisives           | Steve Nash                                                               | 23     | 19 avril 2007 |
| Interceptions              | Charles Barkley                                                          | 7      | 13 mai 1993 |
| Contres                    | Mark West Oliver Miller                                                  | 7      | 8 mai 1990 9 mai 1993                                                                                               |
| Balles perdues             | Kevin Johnson                                                            | 10     | 23 mai 1989 |

## Records de la franchise

### Sur une saison
| Statistique                    | Record | Moyenne par match          | Saison    |
| ------------------------------ | ------ | -------------------------- | --------- |
| Points marqués                 | 9 786  | 119,3 points / match       | 1969-1970 |
| Rebonds                        | 4 508  | 55 rebonds / match         | 1968-1969 |
| Passes décisives               | 2 500  | 30,5 passes / match        | 1978-1979 |
| Interceptions                  | 1 059  | 12,9 interceptions / match | 1977-1978 |
| Contres                        | 582    | 7,1 contres / match        | 1991-1992 |
| Tirs marqués                   | 3 847  | 46,9 tirs / match          | 1978-1979 |
| Tirs tentés                    | 8 242  | 100,5 tirs / match         | 1968-1969 |
| Pourcentage au tir             | 51,2%  | /                          | 1978-1979 |
| 3 points marqués               | 1 176  | 14,3 tirs / match          | 2024-2025 |
| 3 points tentés                | 3 112  | 37,9 tirs / match          | 2024-2025 |
| Pourcentage à 3 points         | 41,2%  | /                          | 2009-2010 |
| Lancers francs marqués         | 2 434  | 29,7 tirs / match          | 1969-1970 |
| Lancers francs tentés          | 3 270  | 39,9 tirs / match          | 1969-1970 |
| Pourcentage aux lancers francs | 83,4%  | /                          | 2019-2020 |
| Pertes de balles               | 1 852  | 22,6 pertes / match        | 1975-1976 |